# Adullam
Adullam (hebr. עדולם) – kananejskie miasto-państwo, identyfikowane współcześnie z Chirbet esz-Szejk Madkur.
Według Księgi Jozuego ostatni król Adullam, należący do koalicji 31 władców Kanaanu, został pokonany przez Izraelitów, a miasto (Joz 15,35) przydzielono pokoleniu Judy. Zgodnie z przekazem 1 Księgi Samuela (1 Sm 22,1) nieopodal Adullam Dawid ukrywał się przed Saulem. Jak podaje 2 Księga Kronik (2 Krn 11,7), za panowania Roboama miasto zostało wzmocnione i ufortyfikowane. Opustoszało na skutek podbojów Babilończyków. Według Księgi Nehemiasza (Ne 11,30) odbudowano je po zakończeniu okresu niewoli babilońskiej. W czasach powstania machabejskiego w pobliżu miasta według 2 Księgi Machabejskiej (2 Mch 12,38) stacjonowało wojsko Judy Machabeusza po bitwie pod Mareszą. Autor Onomasticona (Onom. 24,21; 172,7), Euzebiusz z Cezarei, w swoim dziele wzmiankował o miejscowości Odullam i umieszczał ją na zachód nieopodal Eleuteropolis. Na podstawie analizy Onomasticona i badań onomastycznych lokalizację miejscowości z przełomu III i IV wieku wskazuje się na sąsiadujące z Chirbet esz-Szejk Madkur Chirbet Id el-Ma, w nazwie których przetrwała pierwotna Adullam.